# 1915.
◄ | 19. stoljeće | 20. stoljeće | 21. stoljeće | ►
◄ | 1880-ih | 1890-ih | 1900-ih | 1910-ih | 1920-ih | 1930-ih | 1940-ih | ►
◄◄ | ◄ | 1912. | 1913. | 1914. | 1915. | 1916. | 1917. | 1918. | ► | ►►
Arhitektura • Astronomija • Biologija • Film • Fotografija • Glazba • Kazalište • Kemija • Kiparstvo • Knjige • Književnost • Kršćanstvo • Meteorologija • Medicina • Planinarstvo • Politika • Pravo • Promet • Slikarstvo • Strip • Šport • Televizija • Znanost • Zrakoplovstvo • Željeznički promet

## Događaji
- 5. listopada – Za I. svjetskog rata britanske i francuske trupe iskrcale su se u Solunu, povrijedivši grčku neutralnost.
- 14. listopada – Bugarska ulazi u rat na strani Središnjih sila.

## Rođenja

### Siječanj – ožujak
- 1. siječnja – Branko Ćopić, bosanskohercegovački književnik († 1984.)
- 1. veljače – Sir Stanley Matthews, engleski nogometaš i trener († 2000.)
- 5. veljače – Robert Hofstadter, američki fizičar († 1990.)
- 11. veljače – Richard Hamming, američki matematičar († 1998.)
- 18. veljače – Pina Suriano, talijanska blaženica († 1950.)
- 28. veljače – Ante Gabrić, hrvatski katolički svećenik († 1988.)
- 28. veljače – Karl Leisner, njemački katolički svećenik († 1945.)
- 10. ožujka – Joža Horvat, hrvatski književnik († 2012.)
- 28. ožujka – Marija Danira, hrvatska glumica († 1993.)

### Travanj – lipanj
- 8. travnja – Ivan Supek, hrvatski fizičar, filozof, pisac, borac za mir i humanist. († 2007.)
- 17. travnja – Regina Kazarjan, armenska slikarica († 1999.)
- 21. travnja – Anthony Quinn, američki glumac († 2001.)
- 6. svibnja – Orson Welles, američki redatelj, glumac, scenarist i producent († 1985.)
- 12. svibnja – Brat Roger, švicarski svećenik († 2005.)
- 20. svibnja – Moshe Dayan, izraelski časnik i političar († 1981.)
- 24. lipnja – Norman Cousins, američki novinar, borac za svjetski mir († 1990.)

### Srpanj – rujan
- 10. srpnja – Saul Bellow, američki knjižvnik († 2005.)
- 10. srpnja – Žarko Susić, hrvatski sportski novinar i atletski trener († 2010.)
- 11. srpnja – Yul Brynner, američki filmski glumac († 1985.)
- 27. srpnja – Mario del Monaco, talijanski operni pjevač († 1982.)
- 29. kolovoza – Ingrid Bergman, švedska filmska i kazališna glumica († 1982.)
- 27. rujna – Milan Antolković, hrvatski nogometaš († 2007.)

### Listopad – prosinac
- 17. listopada – Arthur Miller, američki književnik († 2005.)
- 16. studenog – Marijan Lovrić, hrvatski glumac († 1993.)
- 25. studenog – Augusto Pinochet, čileanski diktator († 2006.)
- 12. prosinca – Frank Sinatra, američki glumac i pjevač († 1998.)
- 19. prosinca – Edith Piaf, francuska pjevačica († 1963.)
- 20. prosinca – Ilija Džuvalekovski, makedonski glumac († 2004.)
- 21. prosinca – Joe Mantell, američki glumac († 2010.)

## Smrti

### Siječanj – ožujak
- 28. siječnja – Antun Korlević, hrvatski biolog (* 1841.)
- 12. ožujka – Rudolf Eckert, hrvatski novinar i publicist (* 1889.)

### Travanj – lipanj
- 27. travnja – Aleksandr Skrjabin, ruski pijanist i skladatelj (* 1872.)

### Srpanj – kolovoz
- 28. kolovoza – Alojz Dravec, slovenski etnolog i pisac u Mađarskoj, umro kao heroj na istočnom frontu u Prvom svjetskom ratu (* 1866.)

### Listopad – prosinac
- 31. listopada – Blaž Švinderman, hrvatski biskup (* 1842.)

## Nobelova nagrada za 1915. godinu
- Fizika: William Henry Bragg i William Lawrence Bragg
- Kemija: Richard Martin Willstätter
- Fiziologija i medicina: nije dodijeljena
- Književnost: Romain Rolland
- Mir: nije dodijeljena

## Vanjske poveznice
|  | Zajednički poslužitelj ima još gradiva o temi 1915. |